# Vendenesse-sur-Arroux
Vendenesse-sur-Arroux é uma comuna francesa na região administrativa de Borgonha-Franco-Condado, no departamento Saône-et-Loire. Estende-se por uma área de 16,05 km². Em 2010 a comuna tinha 588 habitantes (densidade: 36,6 hab./km²).